# لوكاس براكو
لوكاس براكو (بالإسبانية: Lucas Bracco)‏ هو لاعب كرة قدم أرجنتيني، ولد في 11 أكتوبر 1996. لعب مع روزاريو سنترال.

## وصلات خارجية
- لوكاس براكو على موقع قاعدة بيانات كرة القدم.إي يو (الإنجليزية)
- لوكاس براكو على موقع Soccerway.com (الإنجليزية)
- لوكاس براكو على موقع عالم كرة القدم.نت (الإنجليزية)